# Бейт эль-Зубайр
Бейт эз-Зубайр (араб. بيت الزبير‎) — историко-этнографический частный музей в столице султаната Оман, Маскате.

## Общие сведения
Музей Бейт эз-Зубайр, открытый для посещений в 1998 году, находится в частном владении семейства Зубайр. Назван в честь своего основателя, шейха Эз-Зубайра ибн Али (1871—1956), бывшего на протяжении многих лет советником и министром у трёх султанов Омана. В настоящее время территория музея охватывает парк и расположенные на его территории три музейных здания, где размещены коллекции, библиотека, музейный магазин по торговле литературой и сувенирами, кафетерий и проч. Старейшее из музейных зданий, постройка 1914 года, являлось семейным домом шейха Эль-Зубайра. Позднейшее, самое крупное, было возведено в 2008 году, к десятилетию со дня открытия музея.
Коллекции музея представляют собрания исторических, этнографических и культурных артефактов, иллюстрирующих различные сферы жизни и быта оманцев на протяжении многих столетий. Это собрания монет и медалей, национальной одежды и посуды, в том числе медных традиционных кувшинов и кофейных сосудов, мебели, ковров и тканей, филателистическое собрание. Представлена коллекция ювелирных изделий времён Средневековья и Нового времени. Особый интерес представляют собрания огнестрельного и холодного оружия, в том числе найденные при раскопках и прекрасно сохранившиеся португальские мечи XVI столетия. Здесь также хранится замечательное собрание оманского национального оружия, кинжалов ханджар.
Музей расположен на территории т. н. «Старого города» Маската. Время посещений — ежедневно с субботы по четверг с 09:30 до 18:30. Во время национальных праздников и священного месяца Рамадан время работы музея может меняться.

## Выставки, проведённые в музее
- Manah, a gift of God
- Doors of Zanzibar : Reminiscing Omani history
- Oasis settlements in Oman
- Celebrating Oman' environment — Oman, my beautiful country
- The Maria Theresa thaler in Oman, the story of an Austrian coin in Arabia
- Islamic art in the Calouste Gulbenkian Collection